# Psaume 84 (83)

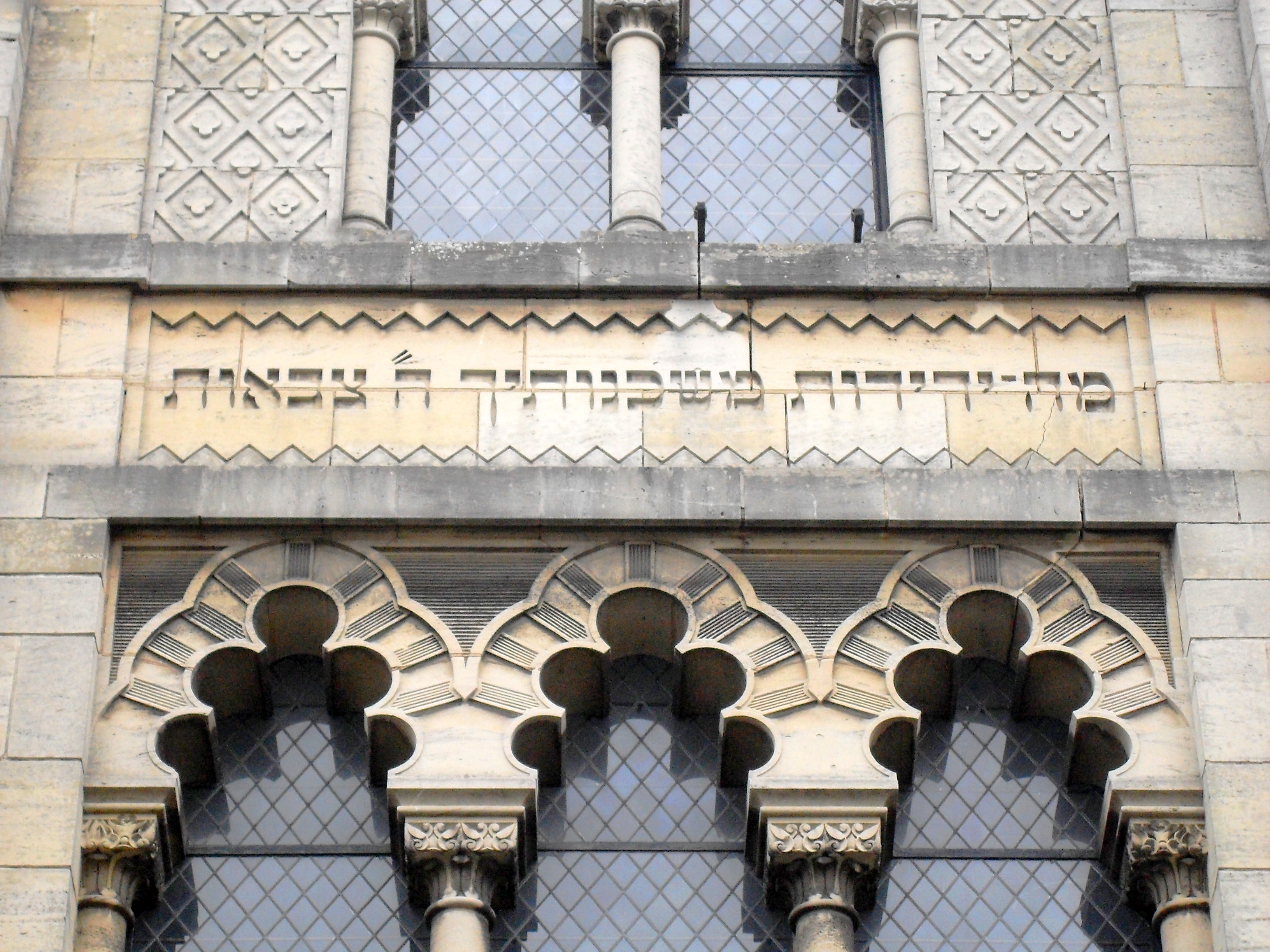
Le premier verset du psaume 84 en hébreu sur le fronton de la synagogue de Chalon-sur-Marne.

Le psaume 84 (83 selon la numérotation grecque) est attribué aux fils de Coré.

## Texte
N.B. S’il y a conflit de numérotation des versets entre l’hébreu et le latin, c’est l’original hébreu qui prévaut et la traduction française le suit. Par contre, le latin ne se plie pas à la numérotation affichée. Les numéros de versets s'appliquent au texte latin, mais la traduction est décalée par endroits. 
| verset | original hébreu                                                                  | traduction française de Louis Segond | Vulgate latine |
| ------ | -------------------------------------------------------------------------------- | --- | --- |
| 1      | לַמְנַצֵּחַ עַל-הַגִּתִּית; לִבְנֵי-קֹרַח מִזְמוֹר                                                   | [Au chef des chantres. Sur la guitthith. Des fils de Koré. Psaume.] | [in finem pro torcularibus filiis Core psalmus]                                                                                        |
| 2      | מַה-יְּדִידוֹת מִשְׁכְּנוֹתֶיךָ—יְהוָה צְבָאוֹת                                                    | Que tes demeures sont aimables, Éternel des armées ! | Quam dilecta tabernacula tua Domine virtutum                                                                                           |
| 3      | נִכְסְפָה וְגַם-כָּלְתָה, נַפְשִׁי—לְחַצְרוֹת יְהוָה:לִבִּי וּבְשָׂרִי—יְרַנְּנוּ, אֶל אֵל-חָי                       | Mon âme soupire et languit après les parvis de l’Éternel, mon cœur et ma chair poussent des cris vers le Dieu vivant.                                                     | Concupiscit et defecit anima mea in atria Domini cor meum et caro mea exultavit in Deum vivum                                          |
| 4      | גַּם-צִפּוֹר מָצְאָה בַיִת, וּדְרוֹר קֵן לָהּ—אֲשֶׁר-שָׁתָה אֶפְרֹחֶיהָ:אֶת-מִזְבְּחוֹתֶיךָ, יְהוָה צְבָאוֹת—מַלְכִּי, וֵאלֹהָי | Le passereau même trouve une maison, et l’hirondelle un nid où elle dépose ses petits... tes autels, Éternel des armées ! Mon roi et mon Dieu !                           | Etenim passer invenit sibi; domum et turtur nidum sibi ubi ponat pullos suos altaria tua Domine virtutum rex meus et Deus meus         |
| 5      | אַשְׁרֵי, יוֹשְׁבֵי בֵיתֶךָ—עוֹד, יְהַלְלוּךָ סֶּלָה                                                 | Heureux ceux qui habitent ta maison ! Ils peuvent te célébrer encore. [Pause]                                                                                             | Beati qui habitant in domo tua in saecula saeculorum laudabunt te [diapsalma]                                                          |
| 6      | אַשְׁרֵי אָדָם, עוֹז-לוֹ בָךְ; מְסִלּוֹת, בִּלְבָבָם                                                | Heureux ceux qui placent en toi leur appui ! Ils trouvent dans leur cœur des chemins tout tracés.                                                                         | Beatus vir cui est auxilium abs te ascensiones in corde suo disposuit                                                                  |
| 7      | עֹבְרֵי, בְּעֵמֶק הַבָּכָא—מַעְיָן יְשִׁיתוּהוּ;גַּם-בְּרָכוֹת, יַעְטֶה מוֹרֶה                                 | Lorsqu’ils traversent la vallée de Baca, ils la transforment en un lieu plein de sources, et la pluie la couvre aussi de bénédictions.                                    | In valle lacrimarum in loco quem posuit                                                                                                |
| 8      | יֵלְכוּ, מֵחַיִל אֶל-חָיִל; יֵרָאֶה אֶל-אֱלֹהִים בְּצִיּוֹן                                           | Leur force augmente pendant la marche, et ils se présentent devant Dieu à Sion.                                                                                           | Etenim benedictiones dabit legis dator ibunt de virtute in virtutem videbitur Deus deorum in Sion                                      |
| 9      | יְהוָה אֱלֹהִים צְבָאוֹת, שִׁמְעָה תְפִלָּתִי;הַאֲזִינָה אֱלֹהֵי יַעֲקֹב סֶלָה                                | Éternel, Dieu des armées, écoute ma prière ! Prête l’oreille, Dieu de Jacob ! [Pause]                                                                                     | Domine Deus virtutum exaudi orationem meam auribus percipe Deus Iacob [diapsalma]                                                      |
| 10     | מָגִנֵּנוּ, רְאֵה אֱלֹהִים; וְהַבֵּט, פְּנֵי מְשִׁיחֶךָ                                                | Toi qui es notre bouclier, vois, ô Dieu ! Et regarde la face de ton oint !                                                                                                | Protector noster aspice Deus et respice in faciem christi tui                                                                          |
| 11     | כִּי טוֹב-יוֹם בַּחֲצֵרֶיךָ, מֵאָלֶף:בָּחַרְתִּי—הִסְתּוֹפֵף, בְּבֵית אֱלֹהַי; מִדּוּר, בְּאָהֳלֵי-רֶשַׁע                 | Mieux vaut un jour dans tes parvis que mille ailleurs ; je préfère me tenir sur le seuil de la maison de mon Dieu, plutôt que d’habiter sous les tentes de la méchanceté. | Quia melior est dies una in atriis tuis super milia elegi abiectus esse in domo Dei mei magis quam habitare in tabernaculis peccatorum |
| 12     | כִּי שֶׁמֶשׁ, וּמָגֵן—יְהוָה אֱלֹהִים:חֵן וְכָבוֹד, יִתֵּן יְהוָה;לֹא יִמְנַע-טוֹב, לַהֹלְכִים בְּתָמִים             | Car l’Éternel Dieu est un soleil et un bouclier, l’Éternel donne la grâce et la gloire, il ne refuse aucun bien à ceux qui marchent dans l’intégrité.                     | Quia misericordiam et veritatem diligit; Deus gratiam et gloriam dabit Dominus                                                         |
| 13     | יְהוָה צְבָאוֹת—אַשְׁרֵי אָדָם, בֹּטֵחַ בָּךְ                                                      | Éternel des armées ! Heureux l’homme qui se confie en toi ! | Non privabit bonis eos qui ambulant in innocentia Domine virtutum beatus vir qui sperat in te                                          |

## Usages liturgiques

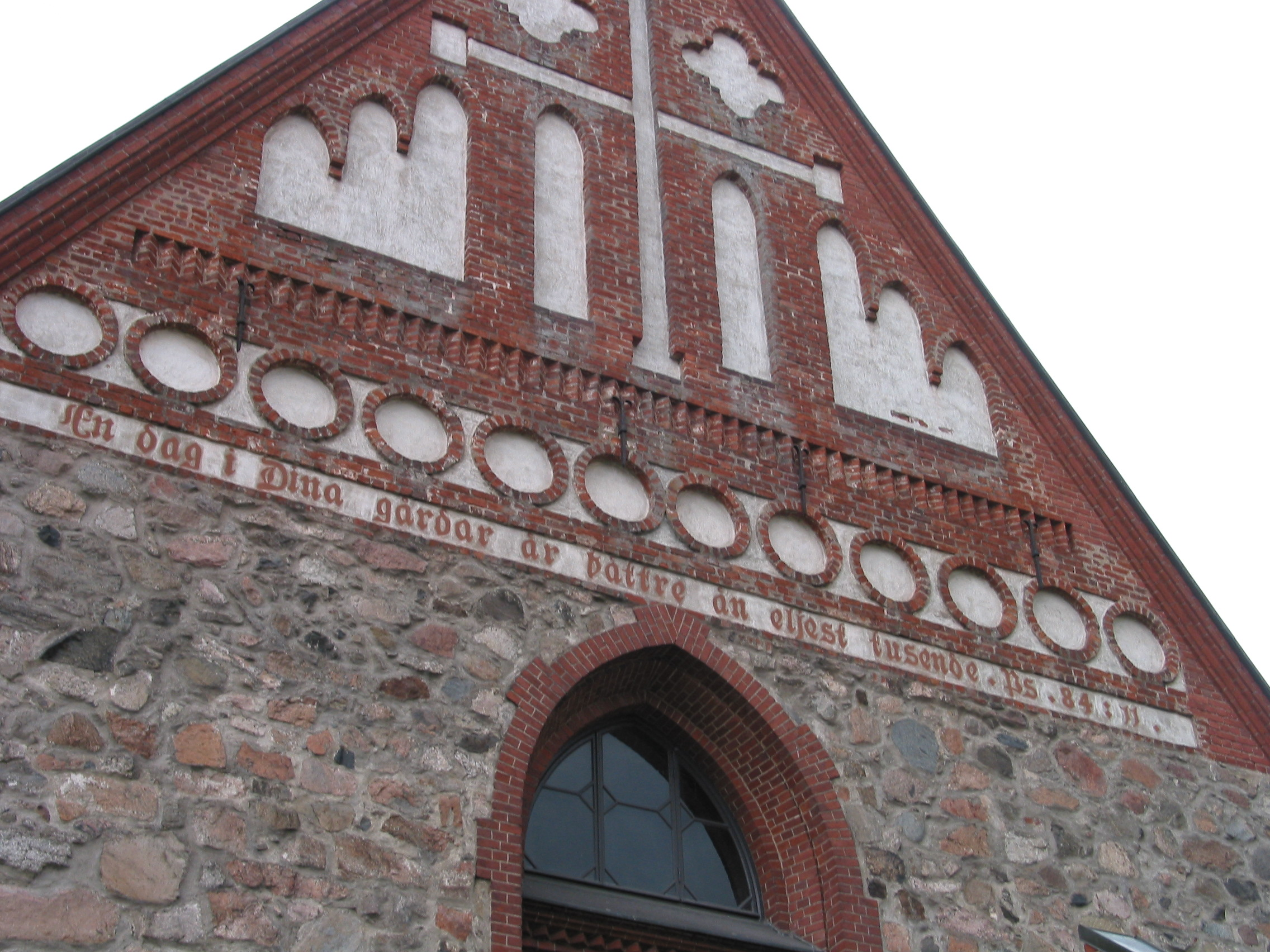
Le verset 11 du psaume 84, en suédois sur le fronton de l’église Saint-Laurent, en Finlande.

### Dans le judaïsme
Le verset 5 du psaume 84 est le premier verset de l’Ashrel. Le verset 13 se trouve dans plusieurs prières : le V’hu Rachum dans les Zemirot, le Uva Letzion, et la Havdalah.

### Dans le christianisme

#### Chez les catholiques
Auprès des monastères, ce psaume était traditionnellement exécuté lors de la célébration de matines du jeudi, depuis que la règle de saint Benoît fut fixée vers 530.
Dans la liturgie des Heures actuelle, le psaume 84 est récité ou chanté aux laudes le lundi de la troisième semaine. C’est aussi ce psaume qui est lu à l’office de la messe pour les fêtes de dédicace d’une église ou d’une cathédrale.

## Mise en musique
Henry Du Mont a composé en 1652 un "Quam dilecta". Michel-Richard de Lalande, jeune compositeur du roi Louis XIV, a écrit un motet en latin (S.12) pour ce psaume. Cette œuvre a été révisée au moins deux fois [écouter en ligne]. Michel-Richard de Lalande, Quam dilecta (version primitive : avant 1683) [S. 12], Cahiers de musique no 98 (partition et notes), Éditions du Centre de musique baroque de Versailles, Versailles décembre 2004, (ISMN M-56016-098-6).
Marc-Antoine Charpentier a composé en 1675 un "Quam dilecta" H.167 pour solistes, double choeur, flûtes, cordes, et basse continue. Vers 1680, il compose un autre Quam dilecta H.186 pour 3 voix, 2 dessus instrumentaux, et basse continue. Charles-Hubert Gervais a composé un Quam dilecta pour trois voix, choeur à cinq voix, orchestre et bc en 1723 ainsi qu'André Campra en 1725 et François Giroust (1779). Jean Desfontaines a composé un Quam dilecta JeD. 172.
Brahms a utilisé les versets 2, 3 et 5 du psaume 84 dans son requiem allemand, Wie lieblich sind deine Wohnungen, Herr Zebaoth.
Jean-Philippe Rameau a composé un motet pour solistes, chœur, et orchestre à partir de ce psaume [écouter en ligne].